# Ритлина
Ритли́на (болг. Рътлина) — село в Тирговиштській області Болгарії. Входить до складу общини Омуртаг.

## Населення
За даними перепису населення 2011 року у селі проживали 234 особи.
Національний склад населення села:
| Національність   | Кількість осіб | Відсоток |
| ---------------- | -------------- | -------- |
| турки            | 188            | 83,6%    |
| інша             | 33             | 14,7%    |
| Всього відповіли | 225            |          |

Розподіл населення за віком у 2011 році:
Динаміка населення: